# Solo (film 1980)
Solo (Соло) è un film del 1980 diretto da Konstantin Sergeevič Lopušanskij.

## Trama
Il film è ambientato nella Leningrado assediata nell'inverno del 1942. Il film racconta il solista dell'orchestra sinfonica, che si sta preparando per un concerto che si terrà alla Leningrad Philharmonic e trasmesso a Londra.